# ألان بوريدج
ألان بوريدج (بالإنجليزية: Alan Burridge)‏ هو لاعب كرة قدم ولاعب كريكت بريطاني، ولد في 8 أكتوبر 1936.